# Championnats du monde de badminton 2006
Navigation
Anaheim 2005 Kuala Lumpur 2007
Les 15e Championnats du monde de badminton se sont tenus du 18 au 24 septembre 2006 à Madrid, en Espagne. La compétition est organisée par la Fédération internationale de badminton (BWF).

## Résultats
| Épreuve       | Or                            | Argent                         | Bronze                                     |
| ------------- | ----------------------------- | ------------------------------ | ------------------------------------------ |
| Simple hommes | Lin Dan                       | Bao Chunlai                    | Chen Hong                                  |
| Simple hommes | Lin Dan                       | Bao Chunlai                    | Lee Hyun-il                                |
| Simple dames  | Xie Xingfang                  | Zhang Ning                     | Xu Huaiwen                                 |
| Simple dames  | Xie Xingfang                  | Zhang Ning                     | Petra Overzier                             |
| Double hommes | Fu Haifeng et Cai Yun         | Anthony Clark et Robert Blair  | Jens Eriksen et Martin Lundgaard Hansen    |
| Double hommes | Fu Haifeng et Cai Yun         | Anthony Clark et Robert Blair  | Lars Paaske et Jonas Rasmussen             |
| Double dames  | Gao Ling et Huang Sui         | Zhang Yawen et Wei Yili        | Yang Wei et Zhang Jiewen                   |
| Double dames  | Gao Ling et Huang Sui         | Zhang Yawen et Wei Yili        | Du Jing et Yu Yang                         |
| Double mixte  | Nathan Robertson et Gail Emms | Anthony Clark et Donna Kellogg | Koo Kien Keat et Wong Pei Tty              |
| Double mixte  | Nathan Robertson et Gail Emms | Anthony Clark et Donna Kellogg | Sudket Prapakamol et Saralee Thungthongkam |

## Tableau des médailles
| Rang | Nation       | Or | Argent | Bronze | Total |
| ---- | ------------ | -- | ------ | ------ | ----- |
| 1    | Chine        | 4  | 3      | 3      | 10    |
| 2    | Angleterre   | 1  | 2      | 0      | 3     |
| 3    | Allemagne    | 0  | 0      | 2      | 2     |
| 3    | Danemark     | 0  | 0      | 2      | 2     |
| 5    | Corée du Sud | 0  | 0      | 1      | 1     |
| 5    | Malaisie     | 0  | 0      | 1      | 1     |
| 5    | Thaïlande    | 0  | 0      | 1      | 1     |